# 黒ボク土
黒ボク土（くろボクど、英:Andosol,Kuroboku soil）は、日本でよく見られる土壌の一つである。

## 概要

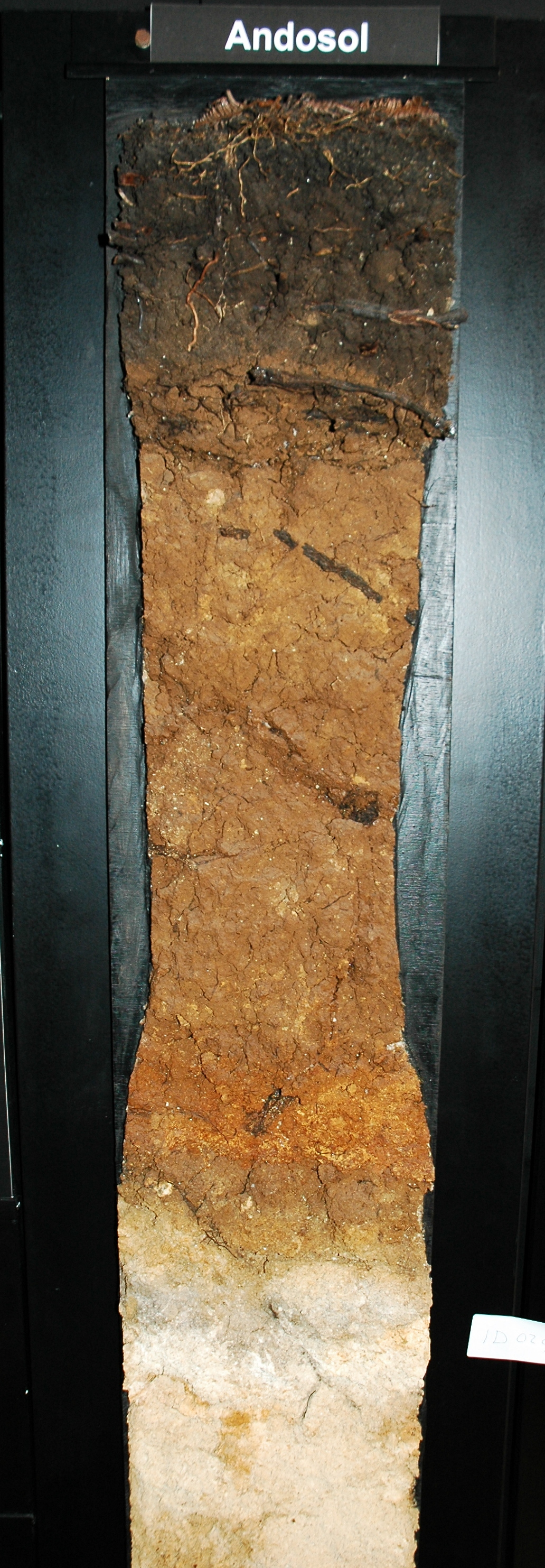
黒ボク土の土壌断面

黒ボクとは、土の色と乾燥した土を触った場合のボクボクした感触に由来し、古来からの農民による呼び名であった。また、黒土と呼ばれることも多いが、日本国外の黒土（チェルノーゼム）と性質は異なる。また、地域によっては黒ノッポ、黒フスマ、黒ニガといった呼び名を使うこともある。
母材である火山灰土と腐植で構成されている。表層は腐植が多いため色は黒色又は黒褐色、下層は褐色となる。火山山麓の台地や平地でよく見られ、一部火山灰に由来しない黒ボク土も存在し、この場合は火山より遠く離れた地でも見られる。
火山噴火により地上に火山灰が積もり、その上に植物が茂る。枯れた植物は分解されて腐植となり、長い時間をかけて黒ボク土を形成する。ローム層も火山灰を由来とするが、ローム層が形成された時代は気候が冷涼だったため植物が分解されず、黒ボク土とは異なる土壌となった。
火山灰に含まれる活性アルミナと有機物が結合するため、日本国内の他の土壌と比べると有機物の含有量が非常に多いうえ、有機物の効力で植物に適した団粒構造をなす。保水性や透水性が良く、緻密度（土の硬さ）が低く、耕起が容易であることから他の土壌に比べて物理性は良好である。このため一見すると耕作に適した土と思われ勝ちだが以下の欠陥があり、これが関東、東北北部、北海道南部、九州南部など分布地での課題となっている。
植生（農耕）においては、活性アルミナの影響でリン酸の吸着力が高い（不溶化させられる）ためリン酸が不足しやすく、施肥をおこなわないとやせた土壌となる。鎌倉から室町以降、刈敷や厩肥、人糞肥料や金肥などの利用により耕作可能性は高まったと考えられるが、いずれも絶対量が少なく、また局所的に使用すれば黒ボク土の元では窒素過多となり不作の原因となるため、選択的に利用できる化学肥料の登場以前の生産性は低いものだった。
現代では施肥により水稲でも畑作でも可能であるが、湿田土壌の場合は夏季に微生物活動と酸素欠乏によるアルカリ土壌化が進み、一方で乾田の場合は水分不足による酸性化が進むなど、沖積土や洪積土などとは異なる圃場管理が求められる。さつまいもは成育にリン酸をあまり必要としないため（ただし施肥した場合は明確に収量は上がる）、江戸中期以降、好適な救荒作物として利用された。

## 分布
国立研究開発法人農研機構によれば、黒ボク土は日本の国土の31%程度を占め、火山の分布する北海道・東北・関東・九州に多くみられ、国内の畑の約47％を覆っているとする。一方で三土正則は日本の黒ボク土の面積は約550万haであり国土の約15％、畑地・樹園地の合計220万haのうち半分が黒ボク土であると計測する。
いずれにせよ日本では極めて一般的な土壌であるが、世界的には非常に珍しく、農研機構によれば全陸地の1％未満、三土正則によれば0.8％弱であるとする。世界的には日本のほか、カムチャツカ半島、ニュージーランド北島など火山周辺の地域に分布している。

## 黒ボク土群の分類
黒ボク土は、土壌の発達程度・生成環境（水分、母材等）に応じて、以下の6つの土壌群に分類される。
- 土壌として未発達なもの：未熟黒ボク土（D1）
- 地下水位の高い場所にあり、一年を通じて水で飽和されている層が50cm以内に出てくるもの[4]：グライ[5]黒ボク土（D2）
- 地下水の影響で湿っているもの[6]：多湿黒ボク土（D3）
- 有機物を多く含むが黒くないもの：褐色黒ボク土（D4）
- 結晶性粘土を含むもの：非アロフェン質黒ボク土（D5）
- アロフェン主体のもの：アロフェン質黒ボク土（D6）

未熟黒ボク土はリン酸吸収係数は低い。グライ黒ボク土は全層または下層がグライ化している。
多湿黒ボク土は主に排水の悪い地域にあり下層に地下水等の影響による斑紋がみられる。
褐色黒ボク土は森林植生下において発達し、土壌有機炭素含量は高いものの土色は黒くない。
非アロフェン質黒ボク土は、強酸性で、岩手県南部・宮城県北部・東海・山陰に多く見られる。
アロフェン質黒ボク土は北海道、青森県東部・岩手県北部・関東・九州に多く見られ、非アロフェン質よりリン酸の保持能力が高い。

## 国際的な呼称
FAO土壌分類では"Andosols"（アンドソル）、USDA土壌分類では"Andisols"（アンディソル）とされる。
これらの名称は、戦後にGHQが日本に派遣したアメリカの土壌学者James Thorpらが、特徴的な土として黒ボク土を「Ando（暗土） soil」として紹介したことに由来する。